# Movement (R)evolution Africa
Pour les articles homonymes, voir Movement.
Pour plus de détails, voir Fiche technique et Distribution.
Movement (R)evolution Africa est un film documentaire américain réalisé en 2007.

## Synopsis
Neuf chorégraphes africains racontent une forme d’art émergent et leurs différentes et profondes expressions contemporaines du soi. Des chorégraphies et une critique défient les stéréotypes de « l’Afrique traditionnelle », et permettent de dévoiler des réponses à la beauté et à la tragédie de l’Afrique du XXIe siècle.

## Fiche technique
- Réalisation : Joan Frosch, Alla Kovgan
- Production : Joan Frosch
- Image : Jeff Silva
- Son : Richard Boch
- Montage : Alla Kovgan
- Interprètes : Company Kongo Ba Téria (Burkina Faso), Faustin Linyekula and Studios Kabako (Congo), Company Rary (Madagascar), Sello Pesa (Afrique du Sud), Company TchéTché (Côte d'Ivoire), Company Raiz di Polon (Cap vert), Company Jant Bi (Sénégal), Kota Yamazaki (Japon), Nora Chipaumire (Zimbabwe), Jawole Willa Jo Zollar (États-Unis), Urban Bush Women (États-Unis)

## Récompenses
- Cyprus 2007